# Norwood Young America
Norwood Young America és una població dels Estats Units a l'estat de Minnesota. Segons el cens del 2000 tenia 3.108 habitants.

## Demografia
Segons el cens del 2000, Norwood Young America tenia 3.108 habitants, 1.171 habitatges, i 833 famílies. La densitat de població era de 718,6 habitants per km².
Dels 1.171 habitatges en un 40,5% hi vivien nens de menys de 18 anys, en un 58,2% hi vivien parelles casades, en un 8,5% dones solteres, i en un 28,8% no eren unitats familiars. En el 24,2% dels habitatges hi vivien persones soles l'11,7% de les quals corresponia a persones de 65 anys o més que vivien soles. El nombre mitjà de persones vivint en cada habitatge era de 2,65 i el nombre mitjà de persones que vivien en cada família era de 3,19.
Per edats la població es repartia de la següent manera: un 29,4% tenia menys de 18 anys, un 9,9% entre 18 i 24, un 31% entre 25 i 44, un 18% de 45 a 60 i un 11,7% 65 anys o més.
L'edat mediana era de 33 anys. Per cada 100 dones de 18 o més anys hi havia 92,9 homes.
La renda mediana per habitatge era de 46.152$ i la renda mediana per família de 54.792$. Els homes tenien una renda mediana de 36.292$ mentre que les dones 26.837$. La renda per capita de la població era de 18.431$. Entorn del 2,7% de les famílies i el 5,6% de la població estaven per davall del llindar de pobresa.

## Poblacions més properes
El següent diagrama mostra les poblacions més properes.